# Steindl Imre

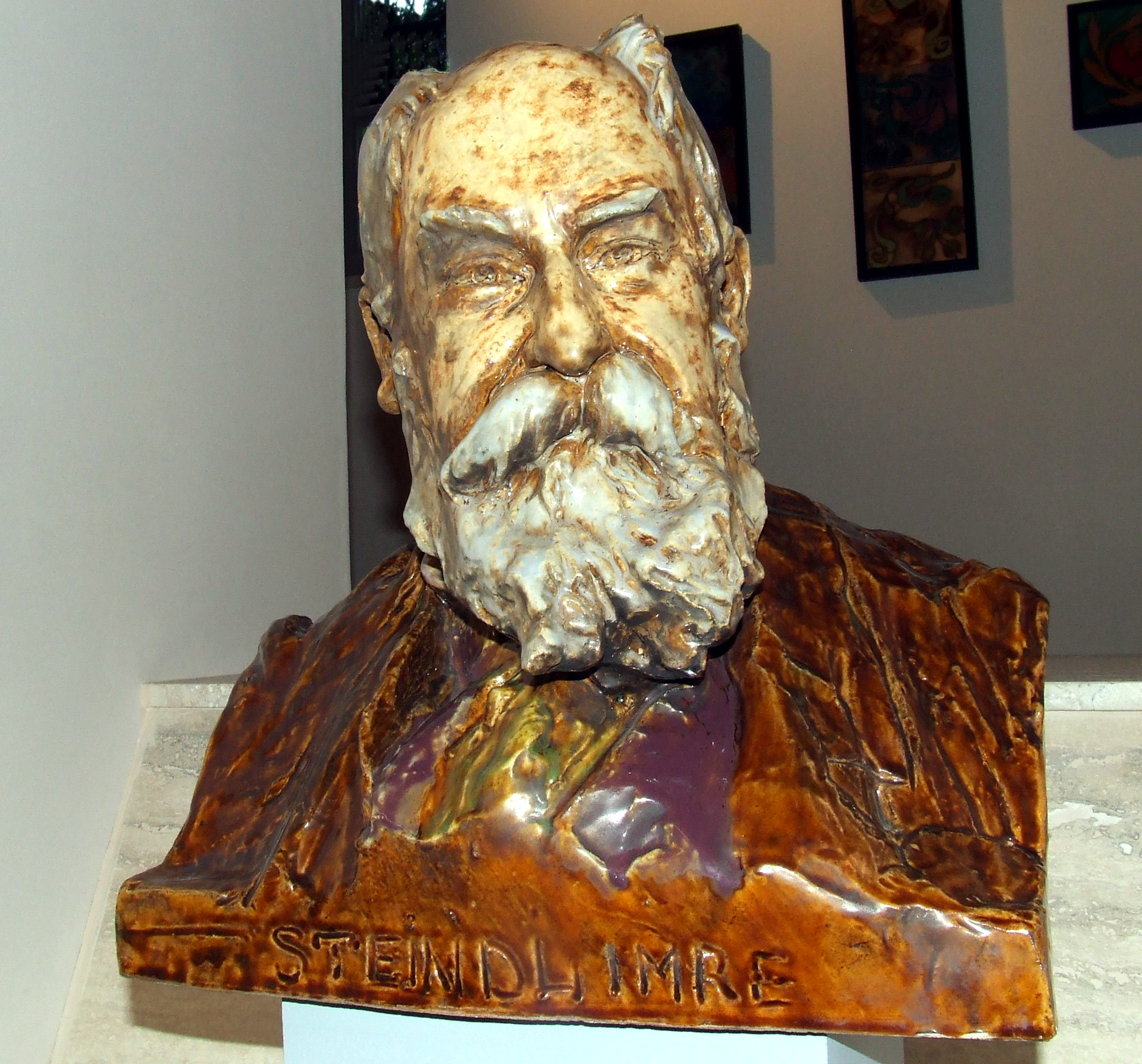
Steindl Imre portrészobra a pécsi Zsolnay Múzeumban. Strobl Alajos alkotása (1899)

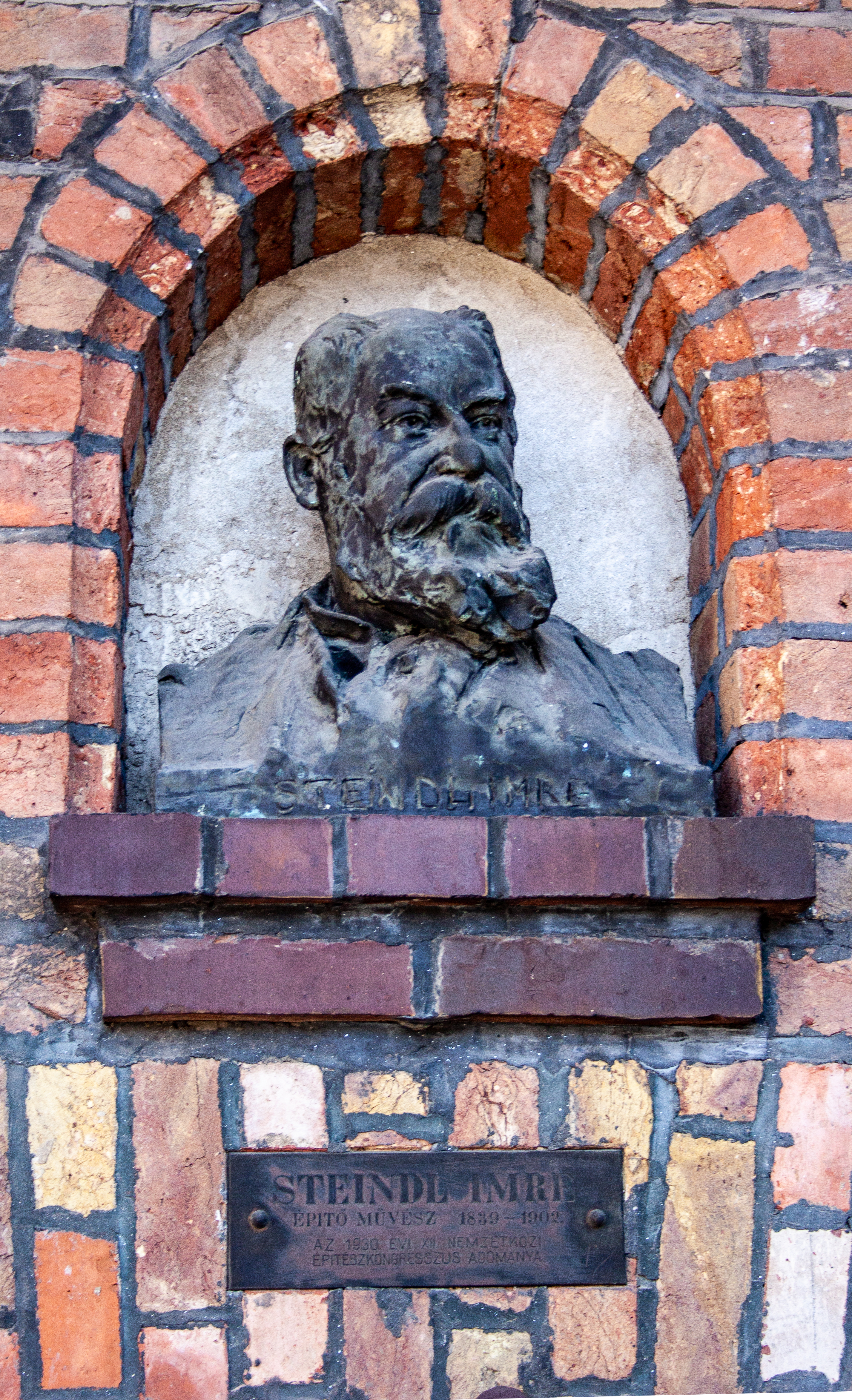
Mellszobra a szegedi Dóm téren

Steindl Imre (teljes nevén: Steindl Imre Ferenc Károly, németül néhol Emerich Steindl vagy Emmerich Steindl), (Pest, 1839. október 29. – Budapest, 1902. augusztus 31.) magyar építész, a magyar Országház tervezője, műegyetemi tanár, a Magyar Tudományos Akadémia levelező tagja.
A 19. század második felének, de különösen a századvégnek Ybl Miklós és Schulek Frigyes mellett legjelentősebb építésze. Követője kora stílusának, a romantikus életszemléletben gyökerező historizmusnak. Legismertebb művét, az Országházat sokan a főváros szimbólumának tekintik, bár a tervek miatt sok bírálat is érte az építészt. Kétségtelen, hogy Steindl Imre a dualista Magyarország legjellemzőbb művét teremtette meg két évtizedig tartó munkájával. A Parlament épülete méreteivel az ezeréves, erejének teljében levő hazát akarta szimbolizálni.

## Életpályája
Édesapja, Steindl Károly (1802–1886) jó nevű ékszerész volt a Kígyó utcában, édesanyja Wagner Rozina (1808–1876). Steindl műegyetemi diplomájának megszerzése után rövidesen Bécsbe ment a Képzőművészeti Akadémiára. Itt húszéves korától (két év budai egyetemi megszakítással) hét éven keresztül korának legjobb építésztanáránál volt növendék. Schmidt Frigyesnél, a bécsi Stephansdom átépítőjénél és a bécsi Városháza építészénél érték azok a stíluseszményt adó hatások, melyek pályáján meghatározóak lettek. Mesterének kedvence volt. Kitüntetéssel végzett, és mielőtt elkezdte volna tervezőpályáját, műemlékeket tanulmányozott a Rajna mentén és Franciaországban. Hazatérve előbb helyettes, majd 1870-től nyilvános rendes tanára volt a középkori építészet történetének a Műegyetemen. Ezen a poszton harminckét éven át, egészen haláláig dolgozott. Közben elkezdte gyakorlati építészi tevékenységét is. Első műveinek egyike a gróf Gyulay család monumentális síremléke volt a vízivárosi temetőben.
Épített néhány bérházat és vidéki kastélyt. Első igazán nevezetes műve a Váci utcai Új Városháza (1875) volt. Az épületet gót stílusban tervezte. Már javában folyt az építkezés, amikor a főváros utasítást adott a palota reneszánsz stílusban való áttervezésére. Steindl olyan gyorsan és rutinnal dolgozott, hogy nem volt szükség a munka felfüggesztésére. Folyamatosan – már az új, neoreneszánsz tervek szerint – vezette tovább az építkezést. Különösen az épület díszterme és a főlépcsőház kovácsoltvas díszítményei sikerültek jól. Ebben az időben építették fel tervei szerint a budai Kereskedelmi és Iparbankot a Fő utcában és a Margit híd hídfőházait. Elismerést kapott a berlini parlament tervpályázatán.
Éveken át járta tanítványaival az országot és felmérte a műemlékeket, ötszáz rajzzal illusztrálva. Így szerzett tapasztalatai megalapozták kiemelkedően gazdag restaurátori tevékenységét. Kezdettől (1872) fogva részt vett a Műemlékek Országos Bizottságának munkájában, és tagja volt a Mátyás-templom építőtestületének is. Schultz Ferenctől átvéve a munkát ő restaurálta a Vajdahunyad várát, amit sajnos nem fejeztek be. Több templomot épített újjá: a szegedi ferences rendházat, a bártfai, a máriafalvi és az iglói templomokat. 1877-ben elkészítette a kassai gótikus székesegyház helyreállításának terveit. Húsz év munkájával, restaurátori tevékenységének koronájaként el is készült a dóm, igaz, a második torony elhagyásával.
1881-ben Trefort Ágoston kultuszminiszter megbízásából az Állatorvosi Főiskola Rottenbiller utcai épületeit építette fel. Itt mutatkozott meg a mester különös erőssége, kolorista tehetsége. A pavilonrendszerű egyetemi épületek vöröstégla és terrakotta burkolatot kaptak. Következő alkotása a Budáról Pestre helyezett Műegyetem neoreneszánsz, belül is nagyon tetszetős kétemeletes épülete volt a Múzeum körúton.
Steindl Imre hírneve, kitüntetéseinek száma egyre nőtt. Díjakat kapott a bécsi és a párizsi világkiállításon. Elnyerte a francia akadémia érmét, itthon pedig a Ferenc József-rend lovagkeresztjét. Eddigi munkái azonban, talán az Új Városházát és a kassai gótikus székesegyház helyreállítását leszámítva, csak magas színvonalú rutinmunkák voltak. Az igazi feladat még csak ekkor következett. Szokatlanul nagy szorgalma és a hagyományőrző, a múlt művészeti értékeit felújító kor lehetővé tette számára, hogy létrehozza nagy művét, megtervezze az Országházat.
Az Országgyűlés egy állandó országház építésére 1880-ban hozott törvényt. A korábbi ideiglenes képviselőházat Ybl Miklós tervei alapján, 1864-ben néhány hónap alatt építették fel a Főherceg Sándor (ma Bródy Sándor) utcában. Itt ülésezett a parlament alsó háza, a főrendiház pedig a szomszédos Nemzeti Múzeumban. 1881-ben tehát egy országos bizottságot alakítottak az új országház építését előíró törvény végrehajtására. 1883. február 1-jei határidővel nemzetközi tervpályázatot írtak ki egy, az országgyűlés mindkét házát befogadó, a közös üléseknek valamint az ún. delegációnak (osztrák és magyar küldöttekből álló vegyes törvényhozó testület) helyet adó parlament felépítésére. A tizenkilenc pályázó között volt Hauszmann Alajos, Schickedanz Albert és Otto Wagner is. Steindl Imre is indult, és negyedmagával megosztott első díjat kapott. A kivitelezésre újbóli és módosított tervezési elveket állapítottak meg, és a végleges tervek ezek szerinti elkészítésével őt bízták meg. 1885-ben megtörtént az alapkő letétele. Az építkezés tizenkilenc évig tartott. Eredetileg a millenniumra szerették volna átadni az épületet, de a részmunkákkal 1896-ra nem készültek el, így csupán az együttes ünnepi országgyűlést tudták benne megtartani.
A Parlament Steindl elképzelésében gótikus stílusban fogant, és hogy végül az ő tervét valósították meg, abban nagy szerepe volt gróf Andrássy Gyula korábbi miniszterelnök londoni tapasztalatainak. A gróf a Temze-parti gótikus angol parlament hatására a szintén folyóparti és ugyancsak neogót elképzelés mellett állt ki, a komor középkorias szellem pedig tetszésre talált az uralkodónál. Steindl később, valószínűleg a bírálók befolyására is, sok engedményt tett az oldottabb, színesebb kedélynek a belső terek kialakításában. A 235 méter hosszan elnyúló épületben északon a főrendek tanácsterme, délen a képviselőházi ülésterem van, középen a kupola az egyesítő alkotmányt és az egységes törvényhozást szimbolizálja, miként a Szent Korona az állam rendjeinek szabadságát.
Steindlnek szinte minden idejét lekötötte az építkezés felügyelete, a részletek pontos kidolgozása. Életében már nem vállalt nagyobb feladatot, tanított az egyetemen. Nyilván csak a kivételes alkalom – hogy végre templomot, egy a saját stílusának, a gótikának leginkább megfelelőt építhessen – vette rá, hogy pályázzon az erzsébetvárosi Rózsák terére szánt plébániatemplom kivitelezésére. Öt tervet nyújtott be. Elnyerte a megbízást, és a legmagasabb állami kitüntetést is életművéért. 1900-ban a művészeknek adható legelőkelőbb Pro Litteris et Artibus-díjban részesült. Ekkor már tagja volt a brit és a magyar akadémiának is. Művészi elképzeléseit akadémiai székfoglalójában így fogalmazta meg: „Én az Új Országházzal új stílust nem akartam teremteni, mert kőbe alkalmazható építészeti formáink nemzeties jellegének nyoma sincs sehol, s egy ilyen századokra szóló monumentális épületet ephemer részletekkel nem kezelhettem, hanem igenis arra törekedtem, hogy a középkornak e remek stílusába szerény módon, óvatosan, mint azt a művészet mindenkor okvetetlenül megkívánja, nemzeti és egyéni szellemet hozzak be. E célból eddig létező síkdíszítményeink összes motívumait, falfelületek stb. díszítésére góth stílus szellemében használtam fel hazánk flóráját, mezőink, erdőink és rónáink növényzetét, annak formáit pedig többé-kevésbé stilizálva alkalmaztam…”
Fő műve felavatását, mint a kortárs Ibsen Solness építőmestere, már nem érhette meg. 1902 nyarának végén halt meg. A Kerepesi temetőben helyezték örök nyugalomra. Halála után öt héttel avatták fel az Országházat, a részletmunkák még 1904-ig elhúzódtak. Tanítványai meleg szívét, kedvességét dicsérték. Még kritikusai is tisztelték szorgalmát és mesterségbeli tudását. Néhány év alatt azonban megfeledkeztek róla. Emlékét csak a követőiből alakult Steindl céh ápolta. Manapság szívesebben veszünk el fő műve részleteiben, mert ilyen tekintetben igazán tipikusan gótikus ez a mi Parlamentünk. Láthatatlan helyeken is jelentőséggel felruházott szobrok, párkányok, kiugrók vannak, mint ahogy új országunk háza is épül a sok ismeretlen lélekből, láthatatlanból láthatóvá.

## Galéria

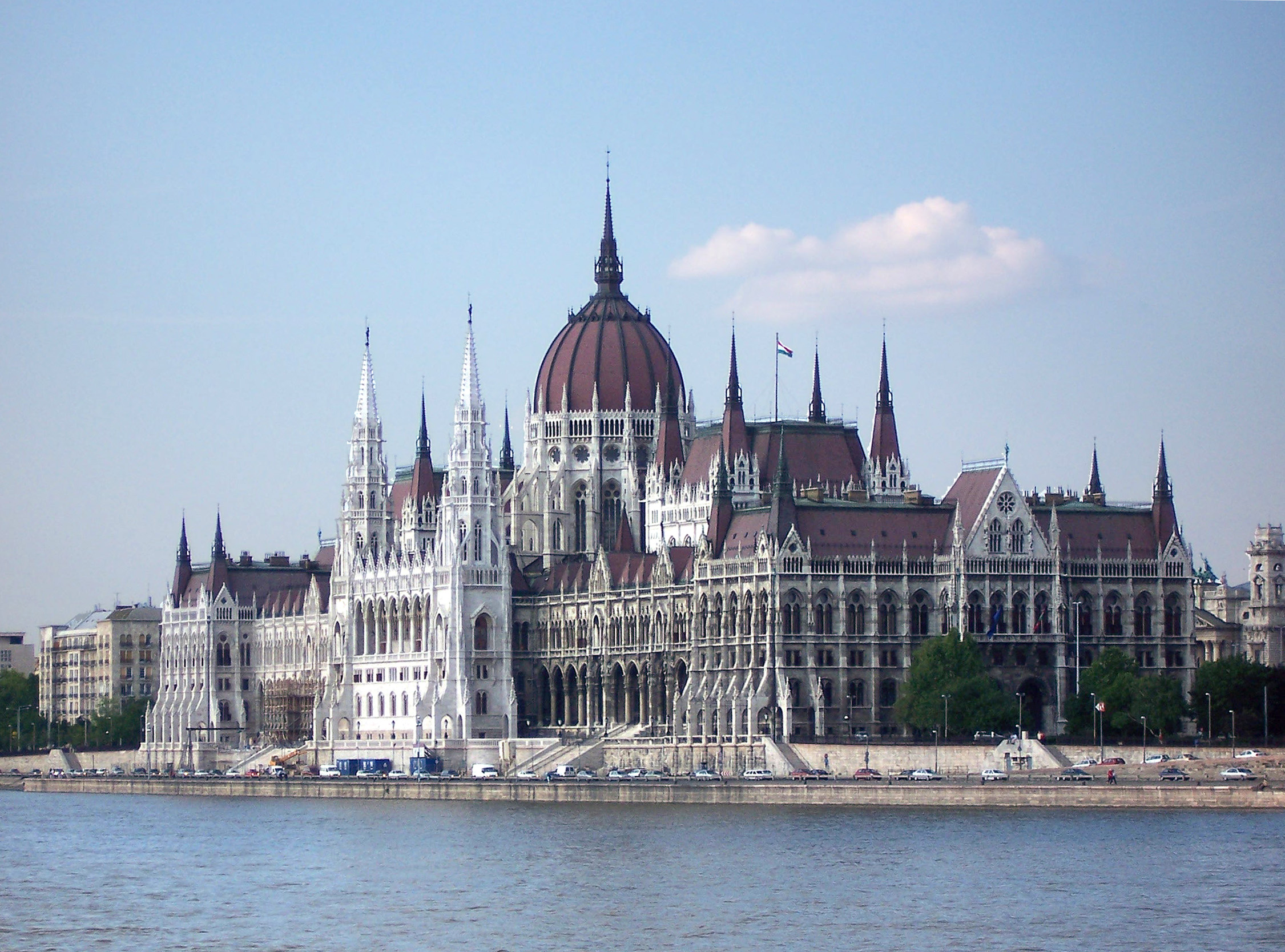
Az Országház homlokzata Buda felől
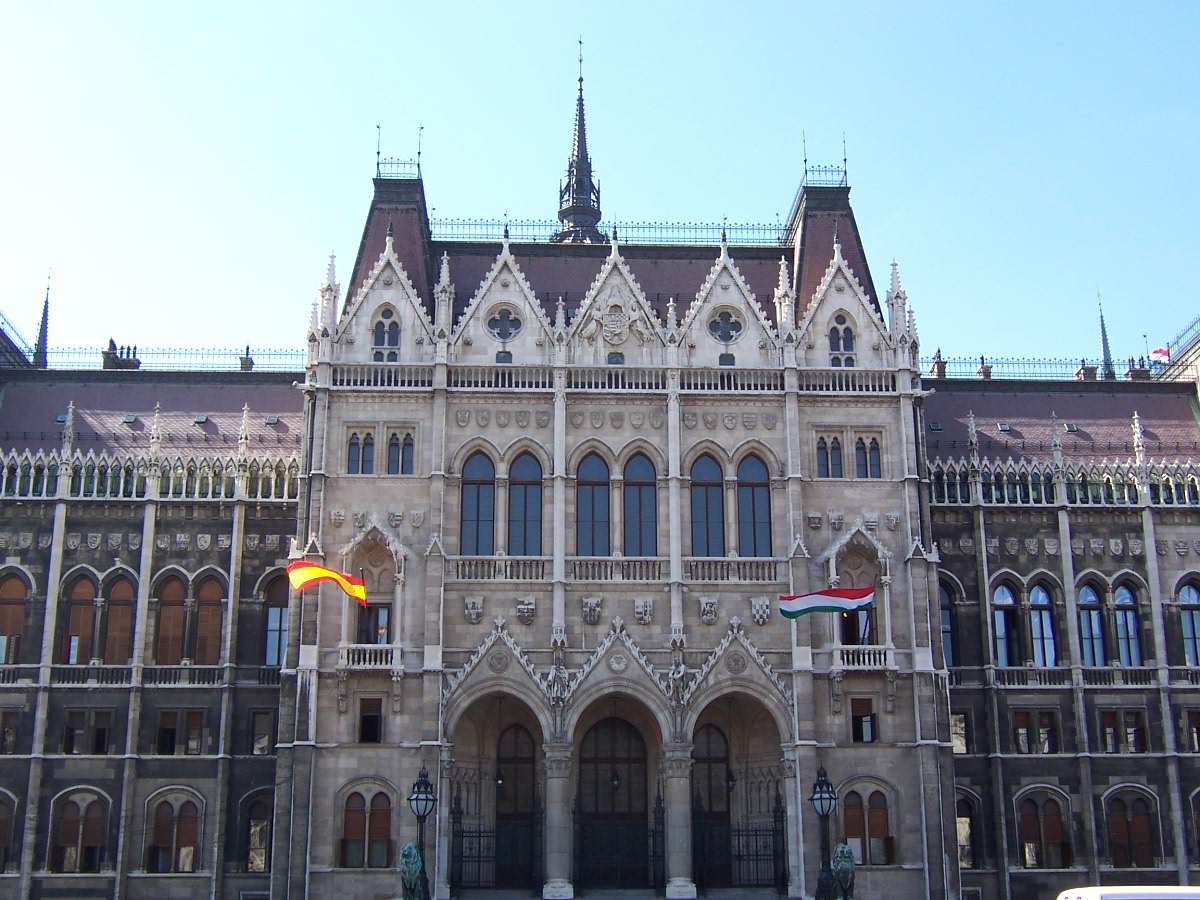
Az Országház főbejárata
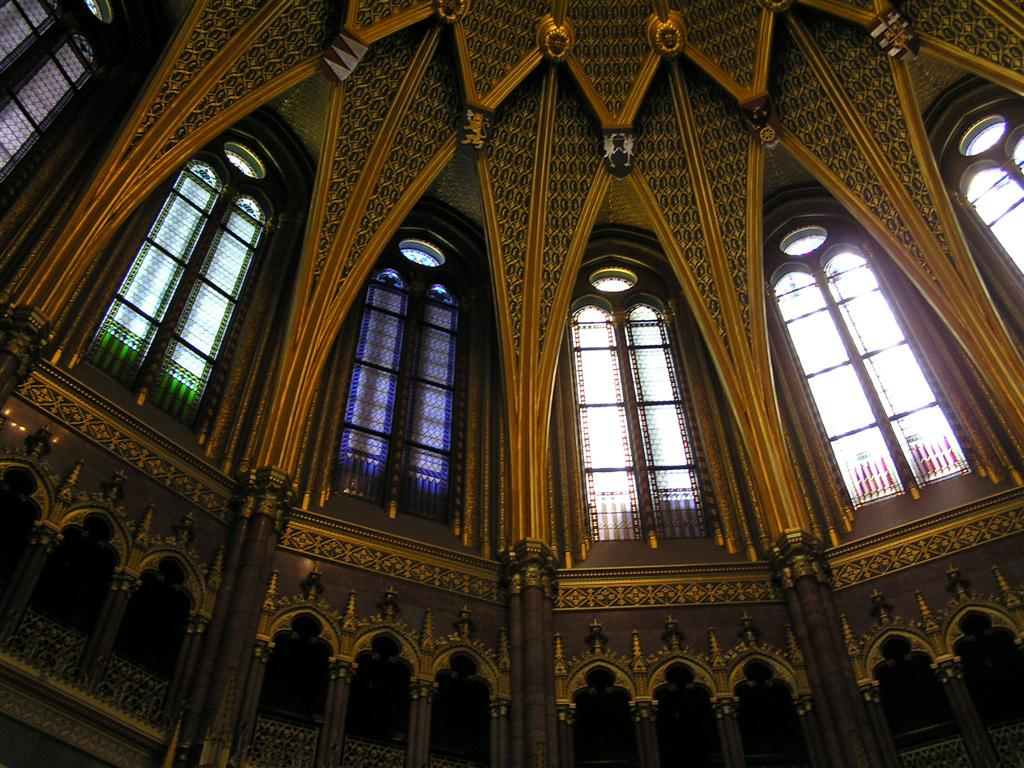
Országház-enteriőr
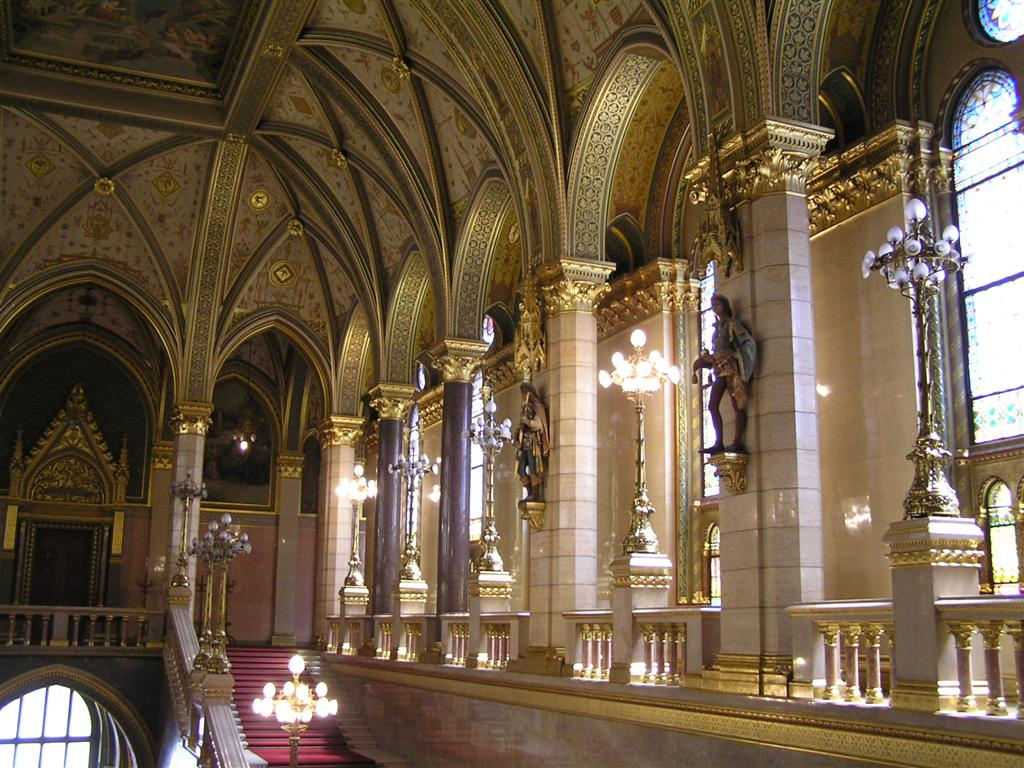
Országház-belső

## Ismert épületeinek listája

### Saját épületei

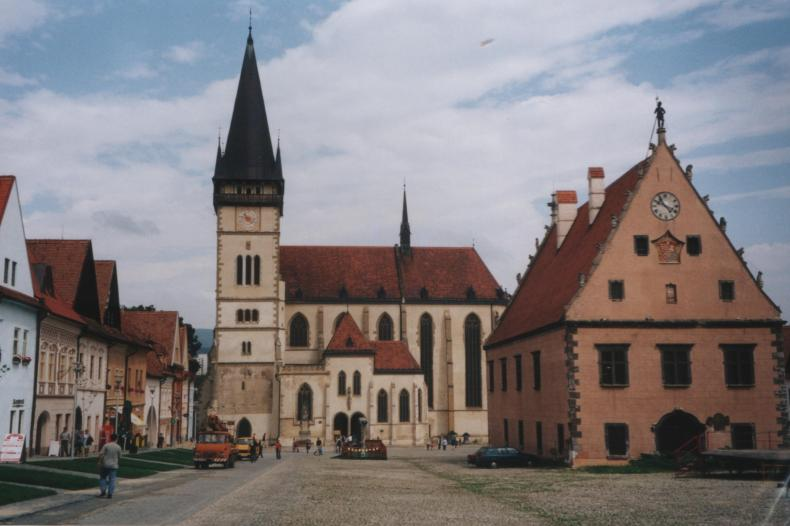
A Szent Egyed-templom Bártfa központjában, gótikus stílusban újjáépítve 1899-ben (eredetije leégett)

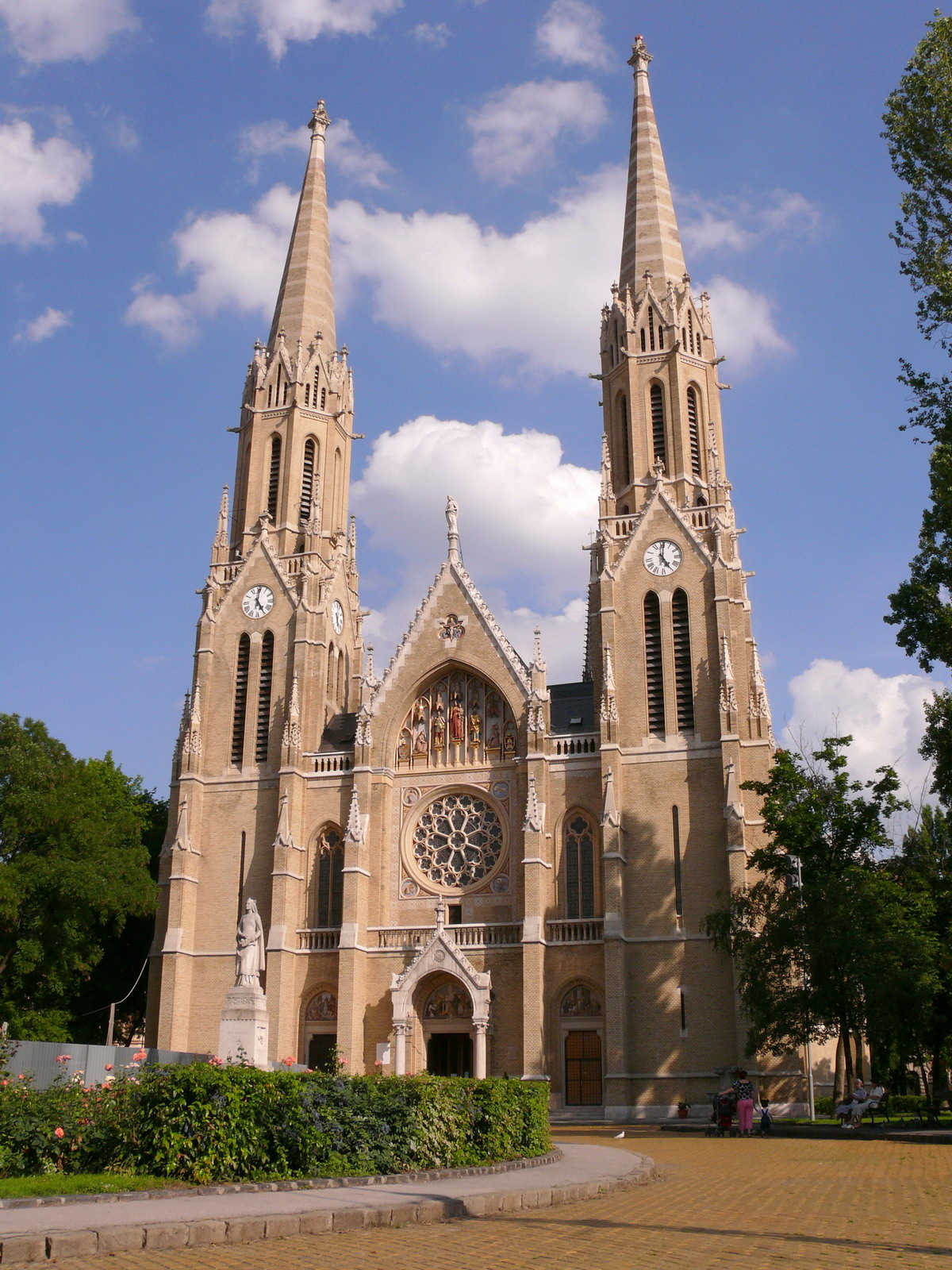
A Rózsák terei Árpád-házi Szent Erzsébet-templom (Budapest) neogót stílusban felépítve, 1891–1903

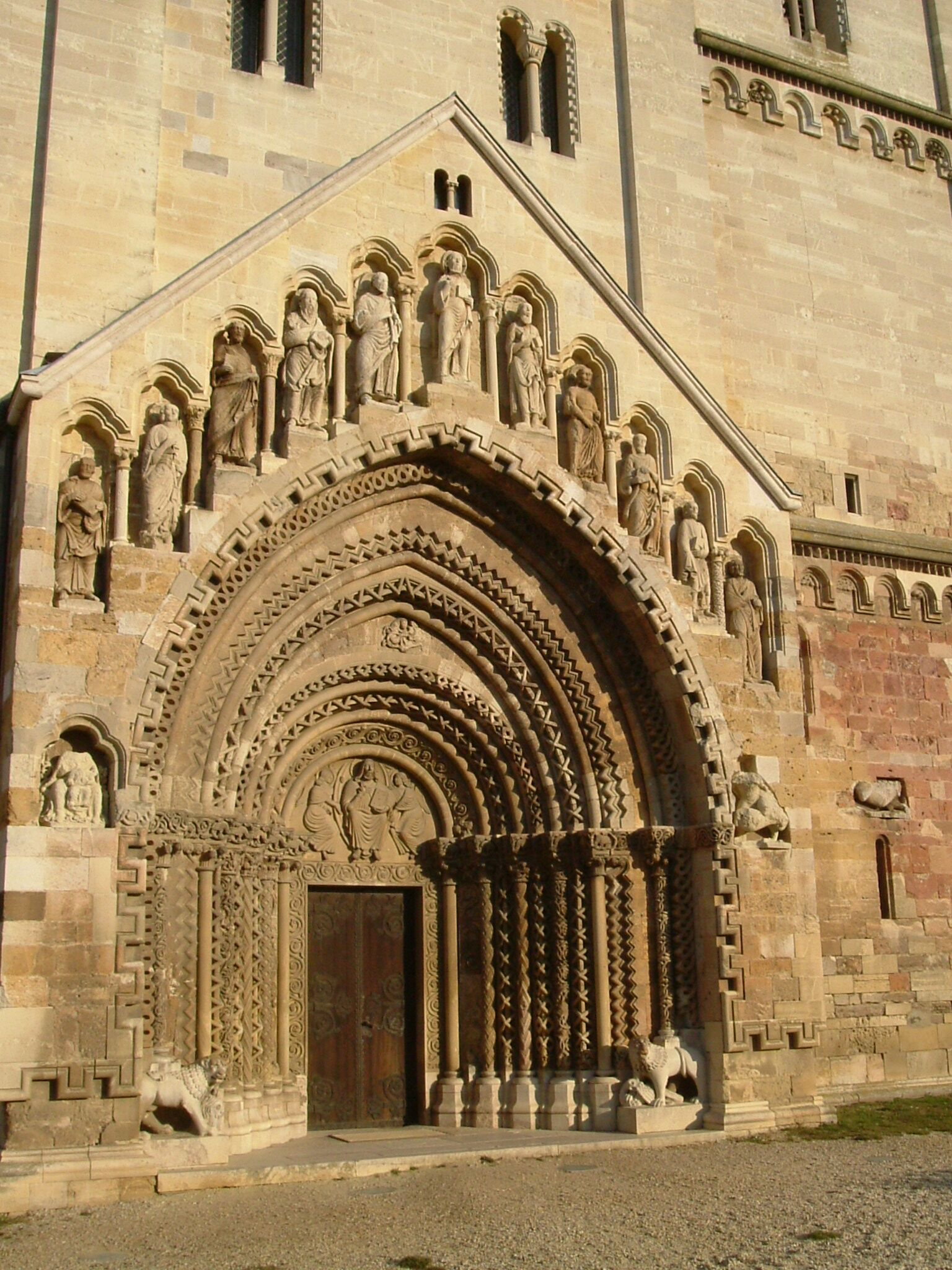
A jáki templom főbejárata, felújították Steindl tervei alapján, 1881-ben

- 1870–1875: A pesti (budapesti) Új Városháza, (Budapest V., Váci u. 62–64.) neoreneszánsz stílusú,
- 1872: Kereskedelmi és Iparbank,
- 1876: Agorasztó-ház (Bp. V., Kecskeméti u. 3.), neoreneszánsz stílusú,
- 1870-es évek: Margit híd hídfői,
- 1870-es évek: SZIE Állatorvos-tudományi Kar (ma: Állatorvostudományi Egyetem) 19. századi épületei (Budapest VII., István utca 2.),
- 1882: Budapest VIII., Múzeum krt. 6–8., József műegyetem (ma Múzeum körúti egyetemi épületek, ELTE Természettudományi Kar, illetve Bölcsészkar),
- 1885–1903: Országház, Budapest, Kossuth Lajos tér 1–3.
- 1893–1901: Rózsák terei Árpád-házi Szent Erzsébet-plébániatemplom, Erzsébetváros (1893–1901), l.
- ?: Rakovszky Géza kocsóci kastélya (ma Szlovákiában) Archiválva 2007. november 12-i dátummal a Wayback Machine-ben
- ?: az aradi Városháza
- ?: Buda Gyulay-mauzóleum, (budai régi vízivárosi katonai temető),[3]

### Felújítások, átépítések
- 1870–1874: Az erdélyi Vajdahunyad várának felújítása (Schulcz Ferenctől vette át annak halála miatt),
- 1876: Szeged, ferences templom felújítása,
- 1877: Kassa, Szent Erzsébet-dóm felújítása,
- 1870-es évek: az Iglói templom felújítása,
- 1878: a Bánfai templom felújítása egyszerű neogótikus stílusban,
- 1881: a Jáki templom felújítása,
- 1882: a Debreceni Grand Hotel Aranybika átépítése,
- 1878–1899: Máriafalva (ma Burgenland tartományban) a Mária Mennybemenetele tiszteletére szentelt római katolikus templom felújítása neogótikus stílusban, pécsi Zsolnay-majolikából készült főoltárral,
- 1899: a Bártfai Szent Egyed-templom újjáépítése,

## Díjai, elismerései
- Elismerő oklevél magánépületek tervezéséért (1865)
- Függer-féle aranyérem középületek tervezéséért (1866)

## Szervezeti tagságai
- Az Országos Képzőművészeti Tanács tagja (1871–74)
- Budapest székesfőváros törvényhatósági bizottságának tagja (1871–74)
- Az Országos Magyar Iparegyesület építész- és építés-ipari szakosztályának elnöke (1878–88)

## Emlékezete
- Steindl-céh művészeti egyesület, melyet Steindl barátai alapítottak a magyar artisztikus törekvések támogatására. Iparművészeti, építészeti ösztöndíjakat adtak és előadásokkal egybekötött társas összejöveteleket rendeztek.
- Az Országház épületében az egyik mellszobor Steindl Imrének állít emléket, Strobl Alajos alkotása.

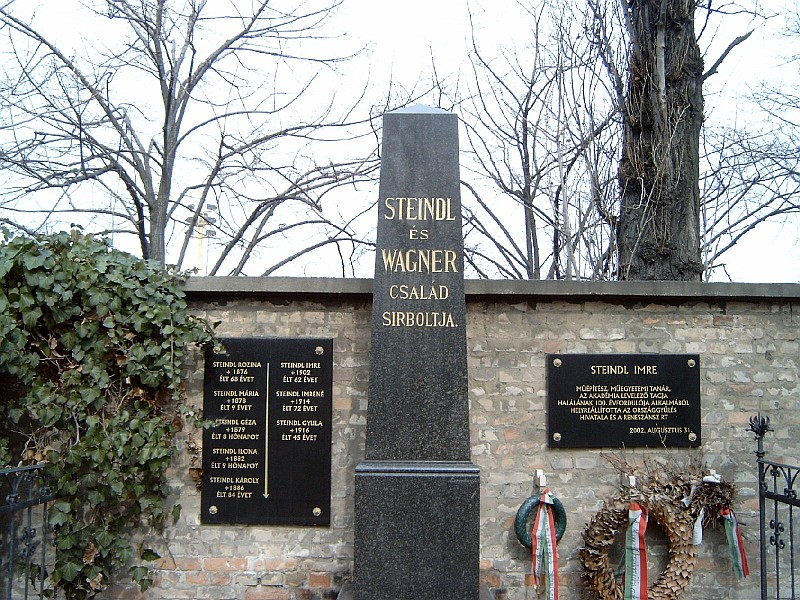
Steindl Imre és a Steindl, továbbá a Wagner család sírboltja Budapesten. Kerepesi temető: B. 221.

### Írásos művei
- A kassai székesegyház, Bp., 1896
- Építész terveinek fényképészeti másolatai, Bp., é. n. 1 1ev., 102 t. [BME Könyvtár]
- Magyarországi műemlékek, Bp. 1878. 1 1ev., 15 t. [BME Könyvtár]
- Az új Országházról, Akadémiai Értesítő, 1899. 1. sz. 117–125. o.

### Róla szóló irodalom

#### Könyvek
- Csányi Károly – Birchbauer Károly: Az új Országház. Bp., 1902. Pátria. 38 o., 2 1ev., 63 t. Online
- Egry Margit – Wellisch Judit: Az Országház. Bp., 1956. Képzőműv. Alap. 72 o.
- Müller Pál: Emlékbeszéd Steindl Imréről. Bp., 1935. Steindl céh. 15 o.
- Neÿ Béla: A magyar Országház, Steindl Imre alkotása. Bp., 1904. DivaId. 46 I. 62 t.
- Sisa József: Steindl Imre, Holnap Kiadó, Bp., 2005

#### Cikkek
- Csányi Károly: Steindl Imre = Építő Ipar. 1902. 229. o.
- Csányi Károly: Steindl Imre = Művészet. 1902. 334–339. o.
- Csányi Károly: Steindl Imre emlékezete = Technika. 1939. 10. sz. /KIny. is./
- Csányi Károly: Steindl Imre emlékezete. III. = Magyar Építőművészet. 1952. 89–91. o.
- Déry Attila – Merényi Ferenc: Magyar építészet : 1867–1945. Budapest : Urbino, 2000. 270 o. ISBN 9630034905
- Fábián Gáspár: Az Országház és alkotója = F. G.: Nagy magyar építőművészek. Bp. 1936. Szerző kiad. 12–14. o.
- Foerk Ernő: Steindl Imre emlékezete = A Magyar Mérnök és Építész Egylet Közleményei. 1927. 303–308 o.
- Gábor Eszter: A historizmus utóélete. A historizmus késői szakaszának építészei. Steindl Imre = Magyar Művészet. 1890-1919. 1. köt. Szerk. Németh Lajos. Bp. 1981. Akad. Kiadó. 189–191. o.
- Gelléri Mór: Steindl Imre = G. M.: Ipartörténeti vázlatok. Bp. 1906. Singer és Wolfner. 636–642. o.
- Hieronymi Károly: A Steindl emlék leleplezése = Építő Ipar. 1904. 171. o.
- Kóbór Adolf F.: Steindl Imre. A Hét. 1894. 18. sz. 277–278. o.
- Látzay Fritz Oszkár: Steindl Imre = Építő Ipar. 1927. 177–178. o.
- Lyka Károly: Steindl Imre = Új Idők. 1902. 2. köt. 217–218. o.
- Művészeti lexikon IV. (R–Z). Főszerk. Zádor Anna, Genthon István. 3. kiad. Budapest: Akadémiai. 1983. 353. o.
- Ney Béla: Steindl lmre = Építő Ipar. 1904. 165–167. o.
- Pap János: Hatvan éve halt meg az Országház építője = Közalkalmazott. 1962. 8. sz. 5. o.
- Steindl Imre = A Hét. 1902. 577–578. o.
- Steindl Imre = Vasárnapi Újság. 1902. 572. o.
- Steindl Imre emlékezete = Vállalkozók Lapja. 1939. 49. sz. 3. o.
- Új magyar életrajzi lexikon V. (P–S). Főszerk. Markó László. Budapest: Magyar Könyvklub. 2004.   1278–1279. o. ISBN 963-547-414-8